# Chile na Mistrzostwach Świata w Lekkoatletyce 2013
Chile na Mistrzostwach Świata w Lekkoatletyce 2013 – reprezentacja Chile podczas czempionatu w Moskwie liczyła 7 zawodników.

## Występy reprezentantów Chile

### Mężczyźni
| Konkurencja   | Zawodnik     | Runda 1  | Runda 1 | Półfinał | Półfinał | Finał        | Finał   |
| Konkurencja   | Zawodnik     | Rezultat | Pozycja | Rezultat | Pozycja  | Rezultat     | Pozycja |
| ------------- | ------------ | -------- | ------- | -------- | -------- | ------------ | ------- |
| Chód na 20 km | Yerko Araya  | —        | —       | —        | —        | 1:24:42 (SB) | 22.     |
| Chód na 50 km | Edward Araya | —        | —       | —        | —        | DSQ          | DSQ     |

### Kobiety

#### Konkurencje biegowe
| Konkurencja   | Zawodnik        | Runda 1  | Runda 1 | Półfinał | Półfinał | Finał    | Finał   |
| Konkurencja   | Zawodnik        | Rezultat | Pozycja | Rezultat | Pozycja  | Rezultat | Pozycja |
| ------------- | --------------- | -------- | ------- | -------- | -------- | -------- | ------- |
| Bieg na 200 m | Isidora Jiménez | 24,06    | 41.     | NQ       | NQ       | NQ       | NQ      |
| Maraton       | Erika Olivera   | —        | —       | —        | —        | DNF      | DNF     |

#### Konkurencje techniczne
| Konkurencja    | Zawodnik       | Eliminacje | Eliminacje | Finał    | Finał   |
| Konkurencja    | Zawodnik       | Rezultat   | Pozycja    | Rezultat | Pozycja |
| -------------- | -------------- | ---------- | ---------- | -------- | ------- |
| Skok w dal     | Macarena Reyes | 5,93       | 29.        | NQ       | NQ      |
| Pchnięcie kulą | Natalia Ducó   | 18,28 (SB) | 8. q       | 18,02    | 11.     |
| Rzut dyskiem   | Karen Gallardo | 57,03      | 18.        | NQ       | NQ      |